# Chile en los Juegos Olímpicos de Atenas 1896
La participación de Chile en los Juegos Olímpicos de Atenas 1896 fue la primera actuación olímpica de dicho país. Chile fue representado por un deportista, Luis Subercaseaux, quien compitió en tres eventos de atletismo. Según Luis Subercaseaux Cruchaga, nieto de Luis Subercaseaux, su abuelo también habría participado en cinco eventos de ciclismo: 2000 metros, 10 000 metros, 100 kilómetros, 12 horas y carrera en ruta.
Esta solitaria participación hizo que Chile fuera una de las catorce naciones, la única iberoamericana, en tomar parte en los primeros Juegos Olímpicos de la Era Moderna.

## Resultados por evento

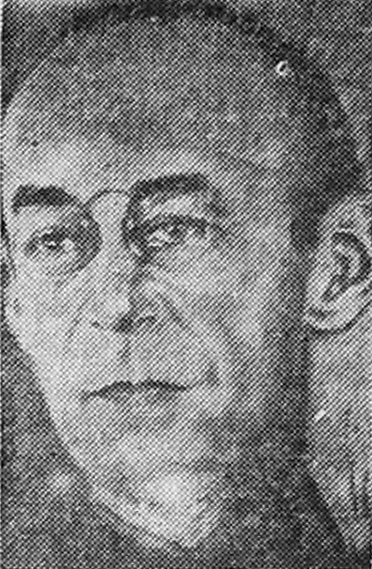
Luis Subercaseaux en 1939.

### Atletismo
Luis Subercaseaux compitió en las pruebas de 100, 400 y 800 metros planos. Sin embargo, sus resultados no están registrados en el «Reporte Oficial», puesto que solo incluyó a los ganadores y Subercaseaux no obtuvo medallas y tampoco se adjudicó diplomas olímpicos (puestos premiados).
| Evento             | Lugar | Atleta            |
| ------------------ | ----- | ----------------- |
|                    |       |                   |
| 100 metros varones | 10°   | Luis Subercaseaux |
|                    |       |                   |
| 400 metros varones | 12°   | Luis Subercaseaux |
|                    |       |                   |
| 800 metros varones | 12°   | Luis Subercaseaux |
|                    |       |                   |